# Чрниче
Чрниче (словен. Črniče, итал. Cernizza Goriziana) је насеље у Випавској долини у општини Ајдовшчина, покрајини Приморска која припада Горишкој регији Републике Словеније. Насеље има површину од 5,35 км², налази се у Випавској долини на надморској висини од 192,8 метара, 11,5 километара од италијанске границе. У насељу према попису из 2002. живи 405 становника.
Југозападно од Чрниче пролазио је римски пут који је повезивао Аквилеју и Сисак. За време Хабсбуршке владавине Черниче је било засебна општина.